# Người phát ngôn Nhà Trắng
Người phát ngôn Nhà Trắng hoặc Thư ký Báo chí Nhà Trắng (tiếng Anh: White House Press Secretary), là quan chức cao cấp của Chính phủ Hoa Kỳ có trách nhiệm phát biểu các ý kiến, quan điểm, lập trường của Chính phủ Hoa Kỳ; là người chịu trách nhiệm thu thập thông tin về những hành động và các sự kiện của chính phủ do tổng thống đứng đầu và bày tỏ phản ứng của chính phủ với các quốc gia trên thế giới. Người phát ngôn Nhà Trắng thường xuyên hay định kỳ gặp gỡ với giới truyền thông, báo chí tại các cuộc họp báo trong Nhà Trắng.

## Danh sách người phát ngôn Nhà Trắng
| Số     | Chân dung           | Tên                            | Bắt đầu nhiệm kỳ     | Kết thúc nhiệm kỳ                                            | Thời gian đương nhiệm  | Tổng thống            |
| ------ | ------------------- | ------------------------------ | -------------------- | ------------------------------------------------------------ | ---------------------- | --------------------- |
| 01     |                     | George E. Akerson              | 4 tháng 3 năm 1929   | 16 tháng 3 năm 1931                                          | 2 năm, 12 ngày         | Herbert Hoover        |
| 02     |                     | Theodore Joslin                | 16 tháng 3 năm 1931  | 4 tháng 3 năm 1933                                           | 1 năm, 353 ngày        | Herbert Hoover        |
| 03     |                     | Stephen Early                  | 4 tháng 3 năm 1933   | 29 tháng 3 năm 1945                                          | 12 năm, 25 ngày        | Franklin D. Roosevelt |
| 04     |                     | Jonathan W. Daniels            | 29 tháng 3 năm 1945  | 15 tháng 5 năm 1945                                          | 47 ngày                | Franklin D. Roosevelt |
| 04     | Harry S. Truman     | Jonathan W. Daniels            | 29 tháng 3 năm 1945  | 15 tháng 5 năm 1945                                          | 47 ngày                |                       |
| 05     |                     | Charlie Ross                   | 15 tháng 5 năm 1945  | 5 tháng 12 năm 1950                                          | 5 năm, 204 ngày        |                       |
| Acting |                     | Stephen Early                  | 5 tháng 12 năm 1950  | 18 tháng 12 năm 1950                                         | 13 ngày                |                       |
| 06     |                     | Joseph Short                   | 18 tháng 12 năm 1950 | 18 tháng 9 năm 1952                                          | 1 năm, 288 ngày        |                       |
| 07     |                     | Roger Tubby                    | 18 tháng 9 năm 1952  | 20 tháng 1 năm 1953                                          | 124 ngày               |                       |
| 08     |                     | James Hagerty                  | 20 tháng 1 năm 1953  | 20 tháng 1 năm 1961                                          | 8 năm, 0 ngày          | Dwight D. Eisenhower  |
| 09     |                     | Pierre Salinger                | 20 tháng 1 năm 1961  | 19 tháng 3 năm 1964                                          | 3 năm, 59 ngày         | John F. Kennedy       |
| 09     | Lyndon B. Johnson   | Pierre Salinger                | 20 tháng 1 năm 1961  | 19 tháng 3 năm 1964                                          | 3 năm, 59 ngày         |                       |
| 10     |                     | George Reedy                   | 19 tháng 3 năm 1964  | 8 tháng 7 năm 1965                                           | 1 năm, 111 ngày        |                       |
| 11     |                     | Bill Moyers                    | 8 tháng 7 năm 1965   | 1 tháng 2 năm 1967                                           | 1 năm, 208 ngày        |                       |
| 12     |                     | George Christian               | 1 tháng 2 năm 1967   | 20 tháng 1 năm 1969                                          | 1 năm, 354 ngày        |                       |
| 13     |                     | Ron Ziegler                    | 20 tháng 1 năm 1969  | 9 tháng 8 năm 1974                                           | 5 năm, 201 ngày        | Richard Nixon         |
| 14     |                     | Jerald terHorst                | 9 tháng 8 năm 1974   | 9 tháng 9 năm 1974                                           | 31 ngày                | Gerald Ford           |
| 15     |                     | Ron Nessen                     | 9 tháng 9 năm 1974   | 20 tháng 1 năm 1977                                          | 2 năm, 133 ngày        | Gerald Ford           |
| 16     |                     | Jody Powell                    | 20 tháng 1 năm 1977  | 20 tháng 1 năm 1981                                          | 4 năm, 0 ngày          | Jimmy Carter          |
| 17     |                     | James Brady                    | 20 tháng 1 năm 1981  | 30 tháng 3 năm 1981 (de facto) 20 tháng 1 năm 1989 (de jure) | 69 ngày/ 8 năm, 0 ngày | Ronald Reagan         |
| Acting |                     | Larry Speakes                  | 30 tháng 3 năm 1981  | 1 tháng 2 năm 1987                                           | 5 năm, 308 ngày        | Ronald Reagan         |
| Acting |                     | Marlin Fitzwater               | 1 tháng 2 năm 1987   | 20 tháng 1 năm 1989                                          | 5 năm, 354 ngày        | Ronald Reagan         |
| 18     | 20 tháng 1 năm 1989 | Marlin Fitzwater               | 20 tháng 1 năm 1993  | George H. W. Bush                                            | 5 năm, 354 ngày        |                       |
| 19     |                     | Dee Dee Myers                  | 20 tháng 1 năm 1993  | 22 tháng 12 năm 1994                                         | 1 năm, 336 ngày        | Bill Clinton          |
| –      |                     | George Stephanopoulos De facto | 20 tháng 1 năm 1993  | 7 tháng 6 năm 1993                                           | 138 ngày               | Bill Clinton          |
| 20     |                     | Mike McCurry                   | 22 tháng 12 năm 1994 | 4 tháng 8 năm 1998                                           | 3 năm, 225 ngày        | Bill Clinton          |
| 21     |                     | Joe Lockhart                   | 4 tháng 8 năm 1998   | 29 tháng 9 năm 2000                                          | 2 năm, 56 ngày         | Bill Clinton          |
| 22     |                     | Jake Siewert                   | 30 tháng 9 năm 2000  | 20 tháng 1 năm 2001                                          | 112 ngày               | Bill Clinton          |
| 23     |                     | Ari Fleischer                  | 20 tháng 1 năm 2001  | 15 tháng 7 năm 2003                                          | 2 năm, 176 ngày        | George W. Bush        |
| 24     |                     | Scott McClellan                | 15 tháng 7 năm 2003  | 10 tháng 5 năm 2006                                          | 2 năm, 299 ngày        | George W. Bush        |
| 25     |                     | Tony Snow                      | 10 tháng 5 năm 2006  | 14 tháng 9 năm 2007                                          | 1 năm, 127 ngày        | George W. Bush        |
| 26     |                     | Dana Perino                    | 14 tháng 9 năm 2007  | 20 tháng 1 năm 2009                                          | 1 năm, 128 ngày        | George W. Bush        |
| 27     |                     | Robert Gibbs                   | 20 tháng 1 năm 2009  | 11 tháng 2 năm 2011                                          | 2 năm, 22 ngày         | Barack Obama          |
| 28     |                     | Jay Carney                     | 11 tháng 2 năm 2011  | 20 tháng 6 năm 2014                                          | 3 năm, 129 ngày        | Barack Obama          |
| 29     |                     | Josh Earnest                   | 20 tháng 6 năm 2014  | 20 tháng 1 năm 2017                                          | 2 năm, 214 ngày        | Barack Obama          |
| 30     |                     | Sean Spicer                    | 20 tháng 1 năm 2017  | 21 tháng 7 năm 2017                                          | 182 ngày               | Donald Trump          |
| 31     |                     | Sarah Huckabee Sanders         | 21 tháng 7 năm 2017  | 1 tháng 7 năm 2019                                           | 1 năm, 345 ngày        | Donald Trump          |
| 32     |                     | Stephanie Grisham              | 1 tháng 7 năm 2019   | 7 tháng 4 năm 2020                                           | 281 ngày               | Donald Trump          |
| 33     |                     | Kayleigh McEnany               | 7 tháng 4 năm 2020   | 20 tháng 1 năm 2021                                          | 288 ngày               | Donald Trump          |
| 34     |                     | Jen Psaki                      | 20 tháng 1 năm 2021  | 13 tháng 5 năm 2022                                          | 1 năm, 113 ngày        | Joe Biden             |
| 35     |                     | Karine Jean-Pierre             | 13 tháng 5 năm 2022  | Incumbent                                                    | 2 năm, 313 ngày        | Joe Biden             |

Notes
1. ↑  Longest serving press secretary.
2. 1 2 3  Brady formally retained the title of press secretary until the end of the Reagan administration in 1989, but he did not brief the press after he was shot in the 1981 assassination attempt. Speakes and Fitzwater served as de facto press secretaries.
3. ↑  First woman press secretary.
4. ↑  Stephanopoulos briefed the press during his tenure as director of communications, despite Myers formally holding the title.
5. ↑  Grisham, unlike her predecessors, did not hold any formal White House press briefings.
6. ↑  Jean-Pierre is the first African American and openly gay press secretary.